# Joanna Koroniewska
Joanna Magdalena Koroniewska-Dowbor (ur. 27 maja 1978 w Toruniu) – polska aktorka i prezenterka telewizyjna.

## Życiorys

### Rodzina i edukacja
Jest córką Teresy (zm. 2000) i Leszka Koroniewskich. Gdy miała dwa lata, ojciec opuścił rodzinę. Ma starszego o dwa lata przyrodniego brata, Jacka, syna ojca z poprzedniego związku. Dorastała w Toruniu, gdzie ukończyła naukę w Szkole Podstawowej nr 24 im. Bohaterów Września 1939 i X Liceum Ogólnokształcące. W 2001 ukończyła PWSFTviT w Łodzi, jest także absolwentką Warszawskiej Szkoły Reklamy.

### Kariera
W okresie szkolnym grała w Spiętym Teatrze Spinaczy w Toruniu. Następnie współpracowała z warszawskimi teatrami Bajka i Komedia. Pracowała także w Teatrze Polskiego Radia.

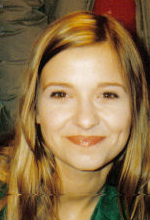
Koroniewska (2007)

Powszecną rozpoznawalność zyskała dzięki roli Małgorzaty Mostowiak w serialu M jak miłość w TVP2, w którym grała w latach 2000–2013. W międzyczasie zagrała Magdę, główną bohaterkę filmu Mateusza Dymka Zwierzę powierzchni (2003), który był nagradzany na festiwalach filmów niezależnych i zakwalifikował się do konkursu Polskiego Kina Niezależnego podczas Festiwalu Filmów Fabularnych w Gdyni w 2003. Jest aktorką dubbingową; użyczyła głosu np. Maggie Peyton w polskiej wersji językowej filmu Garbi: super bryka (2005), Daisy w filmie Krowy na wypasie (2006), Lorelai w filmie Hannah Montana: Film (2009) i Barbarze w filmie Janosik. Prawdziwa historia (2009). W 2021 weszła w skład kabaretu PanDemon.
Wiosną 2006 w parze Robertem Kochankiem została półfinalistką trzeciej edycji programu rozrywkowego Taniec z gwiazdami w TVN. W 2010 uczestniczyła w programie Just the Two of Us. Tylko nas dwoje w Polsacie i była nominowana do tytułu najpiękniejszej Polki w plebiscycie Viva! Najpiękniejsi. W 2012 była kapitanką jednej z drużyn w teleturnieju TVP2 Kocham cię, Polsko!, prowadziła program Matka czy nastolatka i została ambasadorką linii kosmetycznej Avon Solutions. W 2013 wystąpiła w kampanii reklamowej lodów marki Koral i reklamowała obuwniczą firmę Wojas. W 2015 prowadziła program Tajemniczy składnik na antenie Polsatu i nagrała polską wersję audiobooka Pięćdziesiąt twarzy Greya. W 2021 zdobyła nagrodę #Hashtag Roku w kategorii Influencer roku na gali organizowanej przez See Bloggers. Prowadzi program Zróbmy sobie dom, który od 2025 jest emitowany na antenie stacji TVN.

## Życie prywatne
26 grudnia 2014 poślubiła Macieja Dowbora, z którym ma dwie córki: Janinę (ur. 13 sierpnia 2009) i Helenę (ur. 10 lutego 2018).

## Teatr
- 2004: Love me tender (reż. Dorota Stalińska) w Teatrze Rampa w Warszawie
- 2005: Seks, chemia i latanie (reż. Marcin Sosnowski) w Teatrze Bajka w Warszawie
- 2006: Pół żartem, pół sercem (reż. Marcin Sławiński) w Teatrze Komedia w Warszawie
- 2007: Jabłko (reż. Tomasz Dutkiewicz) w Teatrze Komedia w Warszawie
- 2008: After Ashley SHOW (reż. Marcin Sławiński) w Teatrze Komedia w Warszawie
- 2011: Fotki z wakacji (reż. Tomasz Dutkiewicz) w Teatrze Komedia w Warszawie
- 2014: Intryga (reż. Jan Englert) w Teatrze Kamienica w Warszawie – jako pielęgniarka Marta
- 2016: Interes życia (reż. Tomasz Dutkiewicz) w Teatrze Komedia w Warszawie – jako Sybil[19]

## Filmografia

### Filmy i seriale
- 1999: Daleko
- 2000–2013: M jak miłość jako Małgorzata Chodakowska, córka Barbary i Lucjana Mostowiaków (odc. 1–1005)
- 2000: Ty, twoje piwo i to, jaki jesteś wspaniały
- 2001: Trzy związki
- 2003: Zwierzę powierzchni jako Magda
- 2006: Cold Kenya jako Magda
- 2006: Lot marzeń jako Sally Morris
- 2008: Niania jako ona sama (odc. 111)
- 2010–2011: Daleko od noszy 2 jako mecenas Alicja (odc. 6–35)
- 2011: Daleko od noszy. Szpital futpolowy jako mecenas Alicja
- 2012: Julia jako Patrycja, dawna miłość Janka Janickiego (odc. 62–63)
- 2012: Hotel 52 jako Diana Lesiak, narzeczona księdza Bartka (odc. 72)
- 2013: Komisarz Alex jako aktorka Ola Czoper (odc. 43)
- 2019: Ślad jako nadkomisarz Maja Olender
- 2021–2023: Mecenas Porada jako prokurator Alicja Starzyńska
- 2024: Dziewczyna influencera jako Paula

### Kierownictwo produkcji
- 2001: Trzy związki
- 2003: Zwierzę powierzchni

### Dubbing
- 2005: Garbi: super bryka – Maggie Peyton
- 2006: Krowy na wypasie – Daisy
- 2007: Co gryzie Jimmy’ego? – Yancy Roberts
- 2009: Hannah Montana: Film – Lorelai
- 2009: Janosik. Prawdziwa historia – Barbara
- 2009: Janosik. Prawdziwa historia (serial tv) – Barbara
- 2010: Barbie w świecie mody – Modna Paryżanka (reklama tv) – śpiew/głos w tle
- 2015: Pięćdziesiąt twarzy Greya (audiobook)
- 2021: Co w duszy gra – 22[20]
- 2021: 22 kontra Ziemia – 22[21]

### Teledyski
- 2015: Miłego dnia - Classic